# The Cars
Карс (енгл. The Cars) бивша је америчка рок група из Бостона. Највише успеха група је имала почетком осамдесетих година 20. века, а најпознатија је по балади Drive.

## Историја бенда

### Почеци и успеси
Група је основана 1976. у Бостону. Године 1977. потписали су уговор са дискографском кућом Elektra records.
Језгро бенда су композитор и певач Рик Окасек и басиста Бенџамин Ор, који је на неким песмама био и вокал ( Just what I needed, Drive). Остали чланови групе су били гитариста Елиот Истон, клавијатуриста Грег Хокс и бубњар Дејвид Робинсон, који је претходно свирао са бендом The Modern Lovers.
Музички стил групе је мешавина рока и попа са звуком клавијатура и синтесајзера. Од 1981, група се оријентисала ка мејнстрим поп правцу који је био популаран осамдесетих година 20. века.
Њихов први албум, The Cars је био 18 на ранг листама албума у САД 1978, синглови 'Just What I Needed, My Best Friend's Girl и Good Times Roll су били веома слушани на радио станицама. Други студијски албум Candy-O достигао је годину дана касније на 3. место, а у наредних неколико година, бенд је имао и неколико Топ десет синглова, делом захваљујући снажној подршци музичког канала МТВ (основан 1981). Комерцијални врхунац групе је био 1984. са њиховим албумом Heartbeat City, на коме су четири сингла била међу Топ 20. Најуспешнија је балада Drive, која је 3. августа 1984. заузела 3 место на Топ листама у САД. Дана 13. јула 1985. група свира на концерту Лајв ејд (стадион Џон Ф. Кенеди у Филаделфији).
Након тога издају албум Door to Door (1987) који је био мање комерцијално успешан у САД и иностранству. У фебруару 1988. су најавили да је група распуштена, Рик Окасек је наставио соло каријеру.

## Уједињење
Године 2010. бенд се окупио, са изузетком покојног Бенџамина Ора из оригиналне поставе (преминуо 2000. од рака панкреаса). Сингл Sad Song објављен је у марту 2011, а 6. маја исте године су објавили студијски албум, под називом Move Like This.

## Дискографија

### Албуми
- The Cars (1978)
- Candy-O (1979)
- Panorama (1980)
- Shake It Up (1981)
- Heartbeat City (1984)
- Door to Door (1987)
- Move Like This (2011)

### Синглови
- Just What I Needed (1978)
- My Best Friend’s Girl (1978)
- Good Times Roll (1979)
- Let’s Go (1979)
- It’s All I Can Do (1979)
- Double Life (1979)
- Touch and Go (1980)
- Don’t Tell Me No (1980)
- Gimme Some Slack (1981)
- Shake It Up (1981)
- Since You’re Gone (1982)
- Victim of Love (1982)
- You Might Think (1984)
- Magic (1984)
- Drive (1984)
- Hello Again (1984)
- Why Can’t I Have You (1985)
- Heartbeat City (1985)
- Tonight She Comes (1985)
- I’m Not the One (1986)
- You Are the Girl (1987)
- Strap Me In (1987)
- Coming Up You (1988)
- Sad Song (2011)